# Sistema de tots contra tots

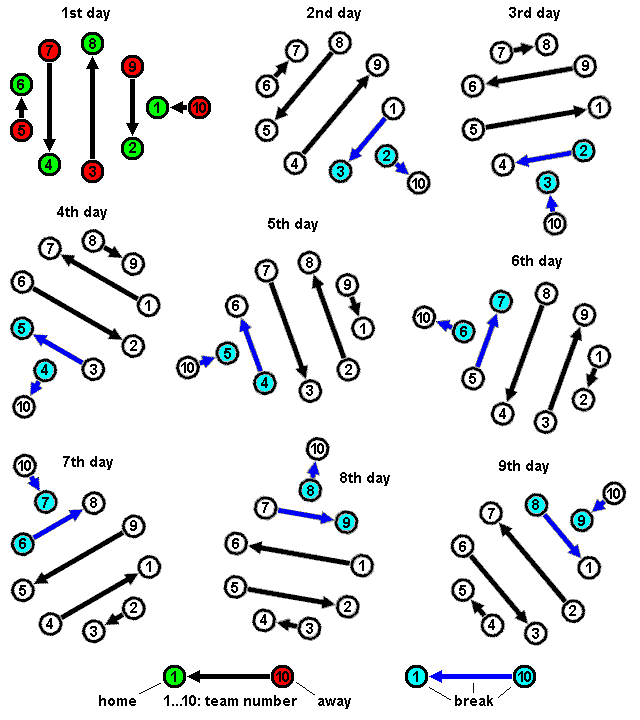
Exemple d'un torneig per sistema de tots contra tots amb deu equips participants.

El sistema de tots contra tots o sistema de lliga és un sistema de competició, generalment esportiva, on tots els participants s'enfronten entre ells en un nombre constant d'ocasions (normalment una o dues). També s'anomena lligueta o amb els noms anglesos round-robin o all-play-all. En cas que els participants s'enfrontin entre si dos cops, es tracta d'un torneig a doble volta
Aquest sistema es fa servir en les lligues nacionals de futbol i durant les fases prèvies de competicions internacionals com la Copa del Món de futbol. També és freqüent als escacs on es va utilitzar per primera vegada durant els tornejos disputats a Londres el 1851 i el 1862. Recentment, s'ha utilitzat novament en els campionats mundials d'escacs de 2005 i 2007.
La classificació final normalment es basa en el nombre de victòries i empats, tot i que altres sistemes són possibles.
En algunes copes internacionals importants -com la Copa del Món de futbol, la Lliga de Campions de la UEFA i la Copa Libertadores d'Amèrica-, s'emprea un sistema de dues fases. En una primera fase, els equips es divideixen en grups de pocs integrants, generalment quatre, que s'enfronten en un sistema de tots contra tots. Els millors equips de cada grup passen a la segona fase, que sol ser de eliminació directa.

## Altres sistemes de tornejos
- Sistema suís
- Eliminació directa
- Torneig de doble eliminació
- Torneig a doble volta